# 柯利犬

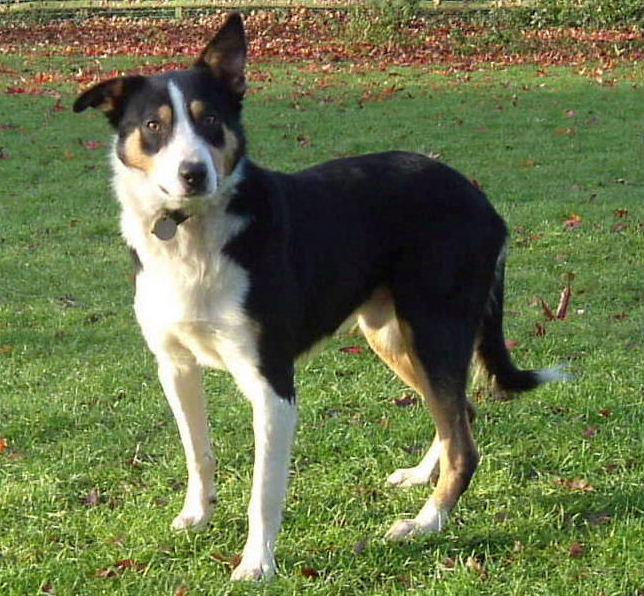
Welsh Sheepdog

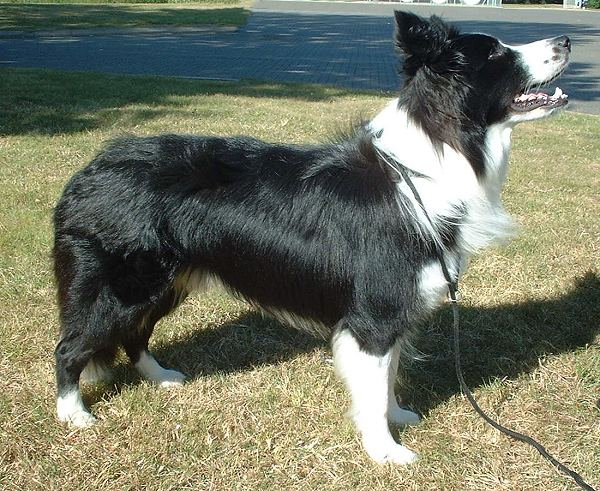
邊境牧羊犬

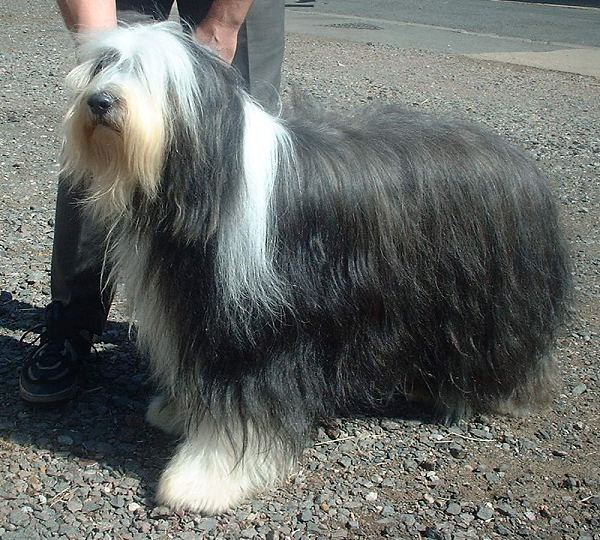
Bearded Collie

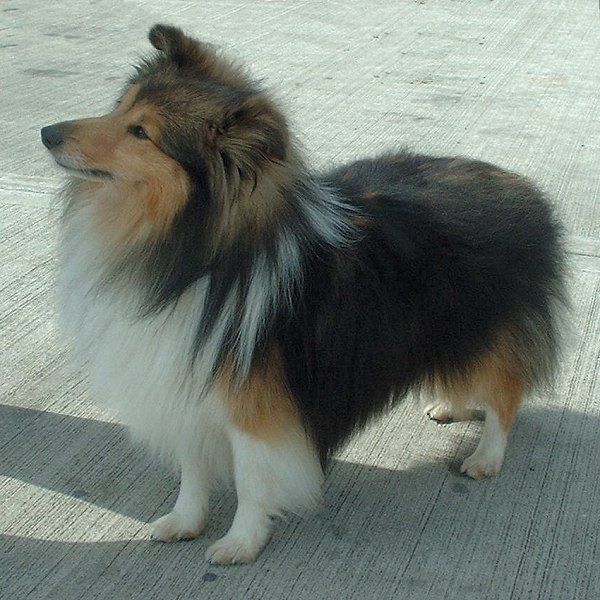
喜樂蒂牧羊犬

柯利犬（英語：collie）是一種特別的牧羊犬，由蘇格蘭和北英格蘭發源，通常體型中等、體重較輕並有尖尖的嘴，十分活躍、敏捷。